# 다테 무네히라
다테 무네히라(일본어: 伊達宗衡, 1799년 ~ 1866년)는 미즈사와 다테 가문의 11대 당주이다.
선대 당주 다테 무라야스의 둘째 아들로 태어났다. 나카무라 가게사다의 딸 이요코(以与子)와 결혼하였다. 나중에 은거하고 가독을 맏아들 구니나가에게 잇게 하였다.